# 574 Reginhild
574 Reginhild
574 Reginhild là một tiểu hành tinh ở vành đai chính. Nó được Max Wolf phát hiện ngày 19.9.1905 ở Heidelberg, và được đặt theo tên Reginhild, tên họ của phụ nữ Đức